# パーフェクトブルー
『パーフェクトブルー』（PERFECT BLUE）は、1997年の日本のアニメ映画。監督は今敏。
竹内義和の小説『パーフェクト・ブルー 完全変態』を原案としているが、内容は大幅に異なる。国内でのレイティングはR-15指定、その他ほとんどの国では18禁。コンセプトの「現実と虚構」は、今が平沢進のアルバム「Sim City」を聴いたことからインスピレーションを得たとしている。

## あらすじ
アイドルグループの「CHAM」に所属する霧越未麻は、あるミニライブの最後に突如グループ脱退を宣言し、女優への転身を計る。未麻は事務所の方針に流されつつも、かつてのアイドルからの脱却を目指すと自分を納得させる。
初出演のドラマ『ダブルバインド』は途中出場でセリフが一言だけの端役から始まり、続いてレイプシーンを演じることとなる。さらにはヘアヌード写真集のオファーが来るなど、アイドル時代からは考えられなかったような仕事をこなしてゆく未麻。「CHAM」以来のファンたちは未麻の厳しい現状を嘆くが、彼女の女優生活は次第に軌道に乗り始める。
しかし、人気とは裏腹に未麻は現状への不満を募らせ、アイドル時代の自分の幻影さえ見るようになる。レイプシーンやヘアヌードは本当の自分の姿なのか、自分が望んだことなのか。
そんな疑問を抱く中、インターネット上に未麻になりすました何者かが「未麻の部屋」と題するウェブサイトを開設していることを知る。その内容は虚実を織り交ぜつつも、まるで未麻本人が書いたかのように詳細を極めていた。未麻はストーカーに監視されていたのだった。 「アイドルとしての未麻」が更新を続けるウェブサイトを見て、未麻は精神的に追い詰められる。
また、未麻の事務所に手紙爆弾が送りつけられたり、『ダブルバインド』の脚本家を皮切りに関係者が次々と殺される事件が発生し、未麻の自宅にも取材陣が押し寄せる。
『ダブルバインド』は未麻が演じる女性が多重人格障害に陥ったとの形で結末を迎える。収録を終えた未麻は、途中からの出演ながら関係者一同から祝福を受けるが、打ち上げ会場に向かおうとした矢先、ストーカーの内田に出くわし、本物の未麻からメールを送られたと告げられる。ストーカーは目の前にいる未麻を偽物だとしてレイプして殺そうとするも、未麻の反撃を受けて気絶する。 未麻が我に返ると、目の前には誰もおらず、後から来たマネージャーのルミによって車で送ってもらう。自室に戻ってきたと思った未麻だったが、水槽の中の熱帯魚や、窓から見える景色が異なることに気づく。振り向くと、アイドル時代の未麻の衣装を身にまとい、ウィッグを被ったルミが目の前に立っていた。
実は事件の背後にいたのはルミだった。未麻にかつてアイドルだった頃の自分を重ね合わせていたルミは、未麻がアイドルの道から逸れることが許せず、アイドルとしての未麻のイメージを汚す者たちに制裁を加えるため、未麻になりすまして内田を利用していたのだった。未麻への偏執的な思い込みをこじらせた末に、ルミはついには自分自身が未麻に成り代わらんと目論見、未麻を殺すべくアイスピックと傘を手に迫りくる。ルミの魔の手から必死で逃げる未麻。そして彼女を追うルミ。2人は逃走と追跡の末に街へと飛び出していく。しかし、もつれあった拍子にルミのウィッグが外れ、彼女は慌ててそれを拾おうとして、割れたガラス窓の破片で腹部を突き刺してしまう。苦しみに耐えかねて車道に飛び出したルミにトラックが迫りくるが、トラックのライトをスポットライトだと思い込んだルミは笑みを浮かべ微動だにしようとしない。未麻はとっさに駆け出してルミをかばい、共に重傷を負って病院へと救急搬送される。
その後、無事退院した未麻は女優業を続けて成功を収めつつ、いまだに自らを未麻と思い込んだまま入院しているルミを遠くから見守るために度々病院を訪れていた。
ルミを見舞った後で乗り込んだ車内、未麻がバックミラー越しに笑顔を見せながら「私は本物だよ」と囁くシーンで物語は幕を閉じる。

## 登場人物

### 主要人物
霧越未麻（きりごえ みま）
声 - 岩男潤子
本作の主人公。愛称はみまりん、みま姉など。山口県出身。ペットとして熱帯魚を飼っている。
元々は「CHAM」というアイドルグループの一員として2年間活動していたが、事務所の意向で女優へ路線転向する。しかし現状への不満やストーカーへの恐怖などから、精神的に追い詰められていく。
PCやインターネットには疎く、ルミの指導を受けてPCの基本操作やWebサイトの閲覧方法を覚えた。また、劇中に声のみだが母親（声 - 原亜弥）が登場しており親子仲は良い。
日高ルミ（ひだか るみ）
声 - 松本梨香
未麻のマネージャーで、元アイドル。昔は痩せていたが、今は見る影もなく肥満体となっている。未麻を陰ひなたに支え、女優への転身に反対している。
実は数々の事件の真犯人。芽が出ることのないままマネージャー業へと転身した過去から未麻にアイドル時代の自分自身を重ね合わせており、自身の描く未麻のイメージを壊した関係者たちに対して、アイスピックを用いて制裁を加えていた。その精神状態は病的な領域に達しており、自分自身が未麻だと思い込むまでになっている。謎のサイト「未麻の部屋」も彼女が未麻になりすまして運営していたものであり、サイトに入り浸っていた内田を利用して犯行を重ねていた。
終盤では狂気を発露させ、未麻に成り代わるべく彼女のアイドル時代の衣装を身にまとって未麻を襲撃するが、外れたウィッグに気を取られたために大怪我を負い、痛みに耐えかねて道路に飛び出し通行中のトラックに轢かれる直前に未麻に助けられ病院に搬送される。その後は廃人同然と化し、自身を未麻と思い込んだまま病院暮らしをしている。

### ドラマ関係者
手嶋（てじま）
声 - 秋元羊介
サイコスリラードラマ『ダブル・バインド』を制作している放送局・KTBのプロデューサー。
渋谷貴雄（しぶや たかお）
声 - 塩屋翼
人気脚本家。未麻が途中から出演したテレビドラマ『ダブル・バインド』の脚本を手がける。
未麻に汚れ役を与えたため、自宅マンションのエレベーター内でルミにメッタ刺しされ殺害された。
桜木健一（さくらぎ けんいち）
声 - 堀秀行
『ダブル・バインド』の主演俳優。刑事の山城（やましろ）役を務める。
落合恵理（おちあい えり）
声 - 篠原恵美
『ダブル・バインド』の主演俳優。主人公・麻宮曈子（あさみや とうこ）役を務める。
大量のファンレターが局に届くほどの人気女優で、共演したことをきっかけに未麻にとっての目標像にもなっていく。
監督、AD
声 - 梁田清之（監督）、津久井教生（AD）
『ダブル・バインド』のスタッフ陣。

### 事務所の関係者
田所（たどころ）
声 - 辻親八
未麻の所属事務所社長。未麻を積極的に女優として売り出していく。少々強引な営業でルミと何度か口論するが、根は悪人ではない。
女優への転身という方針を打ち出したことがきっかけで、ファンレターに仕掛けられた爆薬で手に怪我を負わせられる。その後も怪我を負いながら未麻の売り込みとサポートを続けていた。
しかし、ドラマに続いてビデオ映画の主演においても未麻にサービスカットがあることを知ったルミの怒りを買い、殺害された。
矢田（やだ）
声 - 古澤徹
未麻の所属事務所の男性スタッフで、ポニーテールが特徴。未麻の抜けた新生「CHAM」のマネージャーも務めていた。
雪子（ゆきこ）、レイ
声 - 古川恵実子（雪子）、新山志保（レイ）
未麻と共にアイドルグループ「CHAM」を組んでおり、未麻卒業後も二人で「CHAM」を続けていた。
オリコンチャート入りやラジオで冠番組を持つ等、三人で活動していた時期よりも格段に人気が出始める。

### その他の人物
内田守（うちだ まもる）
声 - 大倉正章
コンサート会場の警備アルバイトを務めている男性。未麻に異常なほど執着している。劇中では最後まで名前が明かされなかった。
数々の事件の犯人と未麻に疑われ、未麻に問い詰められた際にも自身が犯人であるかのようにほのめかしていた。しかし、実際はルミに利用されていただけだった。
劇中終盤に未麻を襲撃し、レイプしようとしたが、彼女の反撃に合い気絶する。その後は用無しとしてルミによって始末された。
村野（むらの）
声 - 江原正士
「脱がせ専門」と噂されている斜視のカメラマン。
未麻のヘアヌード撮影を担当したために、宅配ピザ屋に扮装したルミによってメッタ刺しにされ殺害された。
土居正（どい ただし）
声 - 陶山章央
冒頭、未麻の「CHAM」卒業ライブを妨害した不良チームのリーダー。内田の乗ったトラックに轢かれ、重傷を負う。
内田とは逆にスタッフロールでは役名は出てこないが、劇中の新聞記事に「土居 正」という名前が出てくる。
電脳戦士パワートロン
声 - 遠近孝一（レッドトロン）、保志総一朗（グリーン）、谷山紀章（ブルー）
冒頭、ヒーローショーを行っていた戦隊ヒーロー。物語はネットワークを題材にしている。
タク
声 - 三木眞一郎
「CHAM」のファンの一人。発言は辛辣だが、「CHAM」卒業後に苦労を重ねる未麻を案じ続けている。
サラリーマン
声 - 細井治
子供
声 - 田野恵、本井英美
レポーター
声 - 南かおり、北野誠
司会者
声 - ショッカーO野

## 制作
本作は今敏の初監督作品。アニメーションとしては当時まだ新しいジャンルであったサイコホラーに挑んでいる。
そもそものきっかけは、1994年の秋にOVA『ジョジョの奇妙な冒険』での今の仕事ぶりを評価していたマッドハウスのプロデューサー（当時）の丸山正雄が、監督をしてみないかと今を誘ってきたことだった。もともとは原作者の竹内義和が自身の小説の映像化を思い立ち、パーソナリティを務めていたラジオ番組の熱心なリスナーだった大友克洋に話を持ちかけたところ、それが巡り巡って今のもとに監督のオファーが届いた。カルトなテレビドラマのマニアとして知られていた竹内は当初、実写映画を想定していたと言われるが、資金調達が困難だったので、企画はオリジナルビデオに、さらにオリジナルビデオアニメ（OVA）に格下げされた。今のところにオファーが来た時にはOVAの企画だったので、彼は映画ではなくビデオアニメとして『パーフェクトブルー』を制作した。その後、完成直前になって急遽映画として公開されることが決まった。本来、この作品は「ビデオアニメーション」という枠で作られた作品であり、その狭いマーケットの中で少しだけ話題になってそのまま消えて行くはずだった。それが、劇場映画として扱われ、世界の映画祭などに招待され、各国でパッケージとして発売されることになるとは、関係者は夢にも思っていなかった。サイコホラーは日本アニメにおいて主流のジャンルではなく、当時は前例もなかったので、従来なら却下されたはずの企画であり、それが偶然採用されただけだった。そのため誰もヒットを期待しておらず、だからこそ今が仕事を受けることが出来たのである。
映画が完成する前に『パーフェクトブルー』のビデオグラムとテレビ放映権を購入した会社は、配給会社のレックスエンタテインメントに対して、カナダのモントリオールで開催されるファンタジア国際映画祭に出品して、海外で先行公開するようにアドバイスしたという。レックスエンタテインメントも会社として国際的なビジネス展開を目指していたため、積極的に海外販売することになり、日本での公開前に海外映画祭に出品された。今監督は初監督作品ということでまだ無名だったため、本作を映画祭に売り込むためにレックスエンタテインメントは、すでに海外でヒットしていた『AKIRA』で世界的に高い評価を受けていた大友克洋の弟子の初監督作品と紹介した。そのため、企画協力として大友の名がクレジットされているものの、今のところに監督のオファーが来たのは彼の意向ではなく、また映画制作にも全く関わっていない。ファンタジア映画祭では、観られなかった人のために急遽2回目の上映が組まれるほどの好評を博し、最終的には観客の投票によって最優秀国際映画賞に選ばれた。そのおかげで、ドイツ、スウェーデン、メルボルン、韓国など50以上の映画祭から招待状が届き始めた。
レックスエンタテインメントはヨーロッパ各国の配給会社と交渉を開始し、最終的には日本での公開に先立ち、スペイン語圏、フランス語圏、イタリア語圏、英語圏、ドイツ語圏などの主要市場での販売に成功した。またレックスエンタテインメントは、映画監督のロジャー・コーマンとアーヴィン・カーシュナーから、彼らの推薦コメントを全世界で無料で使用する許可を得ることに成功し、海外の劇場チラシや世界的なプロモーションに使った。その結果、本作は世界中で様々な賞を受賞するなど高い評価を受け、世界21ヶ国での販売ライセンスを獲得するなど成功を収め、今のデビュー作にして出世作となった。
映画公開に合わせ、竹内の原作小説が『パーフェクトブルー1998』のタイトルで再版された。また劇中劇の『ダブルバインド』はニッポン放送でラジオドラマ化されて放送された。のちにドラマCDとして発売もされた。
映画公開直後から映画監督のダーレン・アロノフスキーが『パーフェクトブルー』のリメイク権を購入したという噂が流れた。しかし、2001年に雑誌で今と対談した際、彼は諸事情により権利の購入を断念したと述べている。また、その際に彼の映画『レクイエム・フォー・ドリーム』に『パーフェクトブルー』と同じアングルやカットがあるのは、映画へのオマージュだとも語っている。
2002年には実写映画『パーフェクトブルー 夢なら醒めて』（サトウトシキ監督）が公開された。これは竹内の別の短編作品集『夢なら醒めて…』を原作に、今岡信治と小林政広の脚本を映画化したもので、アニメ版とは異なる内容となっている。また映画と同じタイトルで同年にこちらの原作小説も再販された。
2023年、公開25周年とマッドハウスの創業50周年を記念して、4Kリマスター版が9月15日から全国で劇場公開された。

## テーマ・モチーフ
今にオファーがあったときには、すでに『パーフェクトブルー』というタイトルと「B級アイドルと変態ファン」という設定が決まっていた。今は原作を全く読まず、原作に近いとされる映画の最初のラフプロットだけを読んだ。そして、彼はこの脚本を映画の中で一切使わなかった。元々の小説には劇中劇もなければ、夢と現実の境界の曖昧さというモチーフもなかった。その初期のプロットは、「アイドルの女の子が彼女のイメージチェンジを許せない変態ファンに襲われる」という内容で、映画よりももっとストレートなスプラッター・サイコホラー物だった。出血の描写も大変多く、特にホラーやアイドルが好きではない今には向かない内容だった。今も、自分がもし自由に企画を立てられる立場だったらそのような設定を考えることはあり得ないと語っていた。そのようなジャンルは、『セブン』『氷の微笑』『羊たちの沈黙』など様々な作品で既に扱われている手垢のついてしまったものであり、またアニメが不得手とする分野でもあった。そしてその手のジャンルの作品は、そのほとんどが「加害者である犯人がいかに変態であるか、あるいはどれほど狂っているか」に重きを置いているように見えるので、今はその裏をかいて「ストーカーに狙われることによっていかに被害者である主人公の内面世界が壊れていくか」に焦点を当てた。ただし劇中劇『ダブルバインド』については、すぐにハリウッドの流行に便乗して安直な物真似ドラマを作る日本のテレビドラマ業界への批判を込め、ストレートなサイコホラー、というよりもむしろパロディに近い内容にした。
今が監督を引き受けることにしたのは、初監督の魅力に抗えなかったことと、映像化にあたって原作者の竹内から「主人公がB級アイドルであること」「彼女の熱狂的なファン（ストーカー）が登場すること」「ホラー映画であること」という3点さえ守れば、好きなように話を作り替えても構わないという許可を得たからである。そこで彼は、原作から日本特有の存在とも言うべき"アイドル"、それを取り巻くファンである"オタク"、それが先鋭化していった"ストーカー"、といったいくつかの要素を取り出し、それらを使って全く新しいストーリーを作るつもりで脚本家の村井さだゆきと可能な限り様々なアイディアを出していった。
また、映画にはその核となるモチーフが必要で、それは脚本家や他の誰かではなく、監督である今自身が見つけなければならなかった。そこで彼は、原作小説を自分が面白いと思える内容に翻案しようと思案し、その中で「虚実を曖昧にする」という方法論が出てきた。コンセプトの「現実と虚構」は、今が平沢進のアルバム「Sim City」を聴いたことからインスピレーションを得た。今は「このアルバムは、何の進化の過程もなしに、突然高度な現代性を持って生み出された都市のようなものです。私はこのアルバムに影響を受け、私に大きなインスピレーションを与えてくれました。」と語っている。そして以前脚本を書いた短編映画「彼女の想いで」（オムニバス映画『MEMORIES』より）や、中断していた自分の漫画『OPUS』から、「夢と現実」「記憶と事実」「自己と他者」といった本来「境界線」があるはずの物同士がボーダーレスとなって溶け合うというモチーフを思いついた。その内に、主人公である「私」の周囲の人間たちにとっては「現実/現在の私」よりも「私」らしいと思える存在が、主人公本人も知らないうちにネット上で生み出されている、というアイディアが出てきた。その存在は主人公にとって「過去の私」であり、ネット上にしか存在しなかったはずのその「もう一人の私」が、外的要因（「あんな風であってほしい」と願うファンの意識）と内的要因（「過去の方が居心地が良かったかもしれない」という主人公の後悔の念）によって実体化し、その存在と主人公自身が対峙するという構図が生まれた。そこで初めて、彼はこの作品が「映像作品」として成立するという確信を持てた。そして今は、原作の「アイドルの女の子が彼女のイメージチェンジを許せない変態ファンに襲われる」とという話を、「アイドルの女の子が周囲の環境が急激に変化し、ストーカーに狙われる内に彼女自身が壊れていく」という風に解釈することにして、村井と一緒に全く新しい脚本を書いた。
脚本のプロセスは、まず村井が今のモチーフをもとに第一稿を上げて、それに今がアイディアを付加あるいは削除する形を取った。その際、彼らは多くの話し合いの時間を持ち、そこから生まれてきたアイディアも多数あった。次に原作よりも一捻りも二捻りも加えられた脚本を元に全カットの絵コンテを今が描き起こし、そこで各シーンやセリフなどの変更も行った。作画作業も並行して進めていった。
作品の中で今は「犯罪に走る極端なオタク」は登場させたが、「オタク」に限らず、物事に極度に熱中する人間は往々にして「自分と他者」や「夢と現実」の境界を曖昧にしてしまう、と描きたかっただけで、特に批判的意図はないと語っている。最後に主人公がミラー越しにセリフを言うのは、今自身による解釈では、すべてが嘘だったからではなく、人生とは苦難を乗り越えれば完全に成長できるという単純なものではなく、何度も同じことを繰り返して成長するものであり、正面から捉えてしまって確定してしまうことを避けるという意図があるという。ただ、どんな解釈があってもいいとも語っている。

## 美術・演出
本作では予算上の都合からCGを導入できなかった一方、ホワイトアウトが意図的に多用された。ホワイトアウトの多用した目的は、主人公・未麻の心理的な混乱に加え、「未麻とアイドルとしての未麻（今らはヴァーチャル・未麻と呼んでいた）」「アイドルとそのファン」「タレントと裏方のスタッフ」という対比を表現するためである。
本作ではショッキングな演出も含まれており、今は過去のインタビューの中で「執拗にすると暴力描写自体が目的になりかねず、あれ以下に抑えると、それらのシーンが表現すべき『感情』が弱まる気がした」と暴力表現の調整の難しさについて述べている。
未麻の部屋は彼女の精神状態を示すためのアイテムの一つとして用いられ、五味彬の『YELLOWS PRIVACY '94』やインテリアの写真集などを基に構築された。また、登場人物の設定上必要な場所への取材も行われ、その中には村井が当時参加していた『木曜の怪談・怪奇倶楽部』の収録現場や水野あおいのステージなども含まれている。
今は、自分の作品では一切ロトスコープを使っていない。アイドルグループのステージシーンは、振り付け師に依頼して実際にプロダンサーに踊ってもらい、それをビデオ撮影して作画参考にはしたが、いわゆるロトスコープと呼べるようなものではない。
作中上には平沢や平沢が率いたバンドのマンドレイク、P-MODELの名前や曲名が描かれており、次作「千年女優」より今は平沢とタッグを組む事となる。

## 演技・キャスティング
今は作画の時点で未麻の演技のイメージが定まっていた一方、声質についてのイメージがなかったことから、未麻役の選出には苦労したと自身のブログの中で振り返っている。オーディションの参加者の中には、エンディングテーマを歌う予定の川満美砂がおり、今は未麻のイメージに合っているとは感じていたものの、素人に頼むのは不安だったことから、候補から外された。最終候補として矢島晶子と岩男潤子が残ったが、矢島はルミ役でもいける可能性があったことから、未麻役には岩男が選ばれた。電話で親と方言で話すシーンは岩男は出身地である大分弁で話す。
他の登場人物の選出は三間雅文が中心となって行い、ルミ役にはオーディションで松本梨香が選ばれた。作品完成後、松本は今に「ルミ役は絶対私しかいないと思ってくれていた」と話している。
男性の登場人物の選出は声優のプロモーションテープによる判断で行われたが、独特のキャラクター性を持つ田所の役や、終盤までセリフがない上に「体格の割に声が甲高い」という設定の内田役の選出には時間を要した。最終的にはプロデューサーの判断により、田所役には辻親八が、内田役には大倉正章がそれぞれ起用された。
また、制作状況の悪化により、フィルムがすべてそろわない状態で収録せざるを得ず、細かな演出上の指示を出すことができなかった。

## スタッフ
- 原作：「パーフェクト・ブルー 完全変態」竹内義和[注 2]
- 監督・キャラクターデザイン：今敏
- 企画：岡本晃一・竹内義和
- 企画協力：大友克洋・樋口敏雄・内藤篤
- プロデューサー：中垣ひとみ・石原恵久・東郷豊・丸山正雄・井上博明
- 脚本：村井さだゆき
- キャラクター原案：江口寿史
- 演出：松尾衡
- 作画監督・キャラクターデザイン：濱州英喜
- 色彩設計：橋本賢
- 美術監督：池信孝
- 撮影監督：白井久男
- 音楽：幾見雅博
- 音楽プロデューサー：斎藤徹
- 音楽A&Rプロデューサー：堀正明
- 振り付け：IZUMI
- 音響監督：三間雅文
- 音響効果：倉橋静男（サウンドボックス）
- 協力：寿精版印刷株式会社・朝日放送株式会社・株式会社ファングス
- 製作総指揮：鷲谷健
- アニメーション制作：マッドハウス
- 制作：ONIRO
- 制作・配給：レックスエンタテインメント

## 主題歌
エンディングテーマ
『season』（歌：M-VOICE／作詞：小竹正人／作曲・編曲：PIPELINE PROJECT）
挿入歌
『愛の天使』（歌：MISA・古川恵実子・清水美恵／作詞：今井希子／作曲・編曲：幾見雅博）
『一人でも平気』（歌：古川恵実子・清水美恵／作詞：六ッ見純代／作曲：三井誠／編曲：幾見雅博）
『想い出に抱かれて今は』（歌：MISA／作詞・作曲：This Time／編曲：幾見雅博）

## 出版物

### 書籍
- 『パーフェクト・ブルー 完全変態』[注 1]竹内義和 メタモル出版 1991年3月 ISBN 4895950220
- 『アナザー・サイド・オブ・パーフェクトブルー「ロンドは終わらない」』 ぶんか社 1998年5月

### 映像
DVD
- 『PERFECT BLUE』パイオニアLDC 1998年12月22日 ASIN B00005FXE7
- 『PERFECT BLUE』ジェネオン エンタテインメント 2003年12月21日 ASIN B0000V4O38
- 『パーフェクトブルー』【通常版】ジェネオン エンタテインメント 2008年2月29日 ASIN B0011FNDTI
- 『パーフェクトブルー』【初回限定版】ジェネオン エンタテインメント 2008年2月29日 ASIN B0011FNDT8

Blu-ray
- 『パーフェクトブルー』【通常版】ジェネオン エンタテインメント 2008年2月29日 ASIN B0011FNDV6
- 『パーフェクトブルー』【初回限定版】ジェネオン エンタテインメント 2008年2月29日 ASIN B0011FNDUM
- 『パーフェクトブルー』通常版 - Blu-rayのみ / 豪華版 - ULTRA HD Blu-rayとBlu-rayの2枚組 2025年2月28日[25]

## 批評・分析

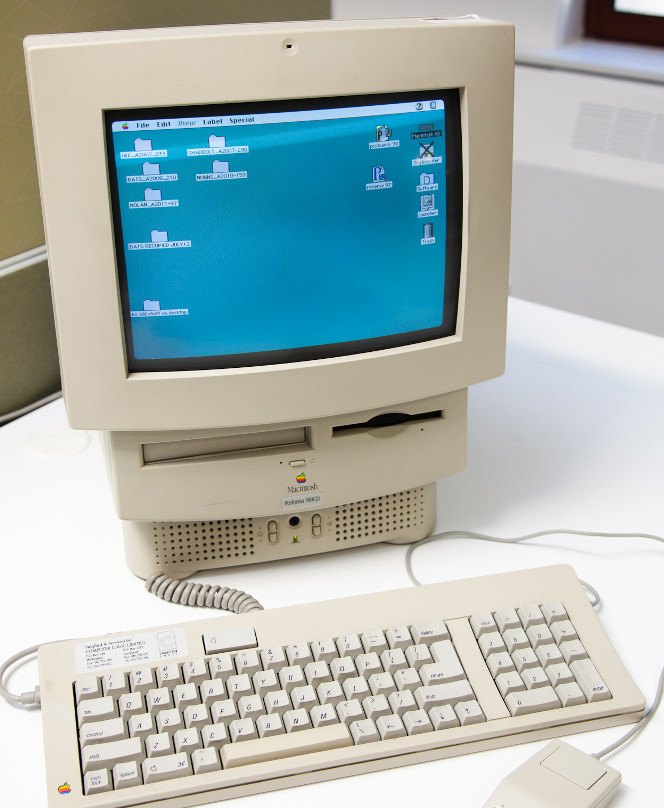
未麻はマッキントッシュ・パフォーマを通じてインターネットにアクセスしている。

アニメハックの五所光太郎は、『千年女優』などに参加したアニメーター平尾隆之とのインタビューの中で、主人公・未麻のファンサイト等の制作にMacintoshが使われていたことを指摘している。平尾は、今が早い段階からデジタルに期待を寄せていて、それに精通していた人を好んでいたと話しており、「おそらく今さんは、マッキントッシュやフォトショップをアニメづくりに持ち込むことで、自分のイメージに近い絵づくりができそうだと思われていたんだと思います。」と推測している。

## 評価
本作は、各国の映画祭において好評を得、カナダのファンタジア国際映画祭およびポルト国際映画祭では賞を得たほか、劇場公開されたアメリカ合衆国の批評家からも好評を得た。
Rotten Tomatoesでの評価は83%で、「過剰なまでに型にはまりすぎているが、視覚演出と核となるミステリーの部分は常に心を惹きつける」（"Perfect Blue is overstylized, but its core mystery is always compelling, as are the visual theatrics."）という総評が寄せられた。
その一方で、批評家の間では賛否両論が寄せられたほか、アニメにありがちな、無意味な暴力および性的描写ともむすびつけられることもあった。
今はこの批評に対し、アニメーターとして誇りであるとし、本作がよりアニメとして面白いものになったと述べている。
雑誌タイムは、名作アニメトップ5のうちの一つに本作を含めた。また、イギリスのメディアTime Out(前出のタイム誌とは無関係)が2009年に発表した『最も偉大な50本のアニメーション映画』にも選出されている。イギリスのトータル・フィルムの名作アニメ映画ランキングでは25位にランクインしたほか、 Entertainment Weeklyの1991年から2011年の映画を対象にした"50 Best Movies You've Never Seen"にも加えられた。
Anime News Networkのティム・ヘンダーソンは本作を「強迫観念的なまでに初期のインターネット文化に集中したエフェクト」を持つ、「ダークで洗練されたサイコスリラー」と評し、タレントのファン層がたった10年でいかに進化したのかを思い知らされたと述べている。

## 影響
映画監督のダーレン・アロノフスキーには『パーフェクトブルー』の実写化権を購入したという噂があり、今自身がアロノフスキーとの対談で尋ねたところ、買おうとしたものの条件が合わなかったので購入には至らなかったとアロノフスキー自身は否定している。その際、アロノフスキーの映画『レクイエム・フォー・ドリーム』には「パーフェクトブルー」に影響されたシーンやまるごと真似たとおぼしきカットがかなりあることについて今が尋ねると、それはオマージュだとアロノフスキー本人が認めた。また『パーフェクトブルー』を実写化したいとも語っている。映画『ブラック・スワン』も本作との類似性が指摘されているが、こちらは否定している。

## 受賞歴
- FANT-ASIA'97 PUBLIC PRIZE THE BEST （グランプリ）受賞
- ファンタスボルト'98 ベストアニメーション受賞